# Malem Hodar
Malem Hodar – miasto w Senegalu, w regionie Kaffrine.